# میرزانبی (هیرمند)
میرزانبی یک روستا در ایران است که در استان سیستان و بلوچستان واقع شده‌است. میرزانبی ۱۴۱ نفر جمعیت دارد.